# Naruto SD Rock Lee : Les Péripéties d'un ninja en herbe
Naruto SD Rock Lee : Les Péripéties d'un ninja en herbe (NARUTO -ナルト- SD ロック・リーの青春フルパワー忍伝, Naruto SD: Rokku Rī no Seishun Furu-Pawā Ninden), littéralement : Naruto SD : La légende ninja de la toute-puissance de la jeunesse de Rock Lee) est un manga dérivé de la franchise Naruto créé et dessiné par Kenji Taira. Il est prépublié entre décembre 2010 et juillet 2014 dans le magazine Saikyō Jump. Le premier tome est sorti le 3 février 2012 aux éditions Shūeisha, et la série compte un total de sept tomes. La version française est éditée par Kazé depuis novembre 2012.
Utilisant un graphisme SD, il met en scène des récits comiques autour du personnage de Rock Lee et de son « idiotie volontariste ».
Fin janvier 2012, le Weekly Shōnen Jump a annoncé l'adaptation du manga en série télévisée d'animation. Elle a été diffusée entre le 3 avril 2012 et le 26 mars 2013 à 18 heures au Japon sur TV Tokyo. La série est ensuite rediffusée sous le nom Naruto SD: Rock Lee no seishun full-power ninden mō iccho depuis le 1er octobre 2013 sur TV Tokyo,. Dans les pays francophones, la série est diffusée sur J-One depuis avril 2014 et est éditée en DVD par Kana Home Video en 2014.

## Synopsis
Rock Lee, l'apprenti ninja aux sourcils broussailleux, n'a qu'un objectif : devenir un grand ninja… mais il est très inexpérimenté dans le domaine de l'art du ninjutsu. Mais étant donné qu'il montre un grand potentiel dans l'art du taijutsu, il y décide d'y concentrer toute sa force et ses facultés sous la houlette de son maître Gaï Maito et entouré de ses condisciples, Tenten et Neji Hyûga ainsi que de tous ses camarades du village caché de Konoha. Au quotidien, il se fait appeler « le resplendissant fauve de jade du village caché de Konoha ».

## Manga

Logo japonais du manga.

### Fiche technique
- Édition japonaise : Shūeisha
  - Auteur : Kenji Taira
  - Collection : Jump Comics
  - Date de première publication : 3 février 2012
  - Prépublication : Saikyō Jump, décembre 2010[7] - juillet 2014[8]
  - Nombre de volumes sortis : 7 (terminé)
  - Format : 120 mm × 180 mm
  - Nombre de pages par volume : 192 (environ)
- Édition française : Kazé[9]
  - Collection : Kids
  - Date de première publication : 7 novembre 2012
  - Nombre de volumes sortis : 7 (terminé)
  - Format : 120 mm × 180 mm
  - Nombre de pages par volume : 192 (environ)

### Liste des chapitres
| no | Japonais         | Japonais          | Français          | Français          |
| no | Date de sortie   | ISBN              | Date de sortie    | ISBN              |
| --- | ---------------- | ----------------- | ----------------- | ----------------- |
| 1 | 3 février 2012   | 978-4-08-870442-5 | 7 novembre 2012   | 978-2-82030-532-9 |
| Titre du volume : Rock Lee, le ninja ! Couverture : Rock Lee, Tenten, Neji, Gaï, NarutoListe des chapitres : - 1er arcane : Rock Lee, le ninja ! (忍者ロック・リー, Ninja Rokku Rī) - 2e arcane : Opération joli-cœur ! (ドキドキ恋の作戦！, Dokidoki koi no Sakusen!) - 3e arcane : Rock Lee vs. Neji Hyûga (ロック・リーＶＳ日向ネジ！！, Rokku Rī vs Hyūga Neji!!) - 4e arcane : Rock Lee, le ninja copieur ?! (コピー忍者ロック・リー！？, Kopī ninja Rokku Rī!?) - 5e arcane : Sakura en maillot de bain (サクラの水着！！, Sakura no Mizugi!!) - 6e arcane : L'idole de Tenten (テンテンのあこがれ！！, Tenten no Akogare!!) - 7e arcane : Gaara du désert (砂瀑の我愛羅, Sabaku no Gaara) - Arcane spécial : Naruto vs. Konohamaru vs. Rock Lee (ナルトＶＳ木ノ葉丸ＶＳロック・リー！！, Naruto vs Konohamaru vs Rokku Rī!!) - Bonus : Tous chez maître Gaï ! |                  |                   |                   |                   |
| 2 | 27 juillet 2012  | 978-4-08-870494-4 | 23 janvier 2013   | 978-2-82030-604-3 |
| Titre du volume : Rock Lee vs. maître Gaï Couverture : Rock Lee, Tenten, Neji, Gaï, Hinata, Shikamaru, ChôjiListe des chapitres : - 8e arcane : Rock Lee vs. maître Gaï (ロック・リーＶＳマイト・ガイ！！, Rokku Rī vs Maito Gai!!) - 9e arcane : Neji et Hinata (ネジとヒナタ, Neji to Hinata) - 10e arcane : Combat par équipe (タッグマッチ！！, Taggu Matchi!!) - 11e arcane : Une mission de rang S (Ｓランク任務！！, Esu Ranku Ninmu!!) - 12e arcane : Dramatique permutation (オレがゲジマユ, ボクがナルトくん！？, Ore ga gejimayu, boku ga naruto-kun!?) - Arcane spécial : L'académie des ninjas (忍者学校！！, Ninja gakkō!!) - Bonus : Sasuke SD |                  |                   |                   |                   |
| 3 | 4 décembre 2012  | 978-4-08-870565-1 | 18 avril 2013     | 978-2-82030-646-3 |
| Titre du volume : L'organisation Akatsuki Couverture : Rock Lee, Tenten, tous les membres de l'AkatsukiListe des chapitres : - 13e arcane : Infiltration (潜入極秘ミッション, Misshon gokuhi sen'nyū) - 14e arcane : La ménagerie (いきものいがかり, Ikimono igakari) - 15e arcane : Tenten vs. Temari (テンテンＶＳテマリ！！, Tenten vs Temari!!) - 16e arcane : L'organisation Akatsuki (組織の名は暁！！, Soshiki no na wa Akatsuki!!) - 17e arcane : Gaï Maito, Hokage ?! (火影マイト・ガイ！？, Hokage Gai Maito!?) - Arcane spécial : Histoires courtes (短編集, Tanhenshū) - Bonus : Sasori vs. Deidara |                  |                   |                   |                   |
| 4 | 4 juillet 2013   | 978-4-08-870657-3 | 18 septembre 2013 | 978-2-82030-747-7 |
| Titre du volume : Sasuke Uchiwa ! Couverture : Sasuke, Karin, Suigetsu, Jûgo, Neji, Rock LeeListe des chapitres : - 18e arcane : La mission d'escorte du Raikage (雷影護衛任務, Raikage goei ninmu) - 19e arcane : Sasuke Uchiwa ! (うちはサスケ！！, Uchiha Sasuke!!) - 20e arcane : Jiraya, le légendaire ninja voyeur ! (自来也のぞき忍伝！！, Jiraiya nozoki ninden!!) - 21e arcane : Une équipe de bêtes étranges ! (珍獣タッグ！！, Chinjū Taggu!!) - 22e arcane : Petit flirt (イチャイチャチュッチュキャビキャビラブラブスリスリドキドキ, Ichaicha chutchu kyapikyapi raburabu surisuri dokidoki) - 1er arcane spécial : Powerfull Shippûden ! (パワフル疾風伝！！, Pawafuru shippūden!!) - 2e arcane spécial : Bataille ! (バトル！！, Batoru!!) - Bonus :                                                                                                  |                  |                   |                   |                   |
| 5 | 4 septembre 2013 | 978-4-08-870695-5 | 26 février 2014   | 978-2-82031-558-8 |
| Titre du volume : Rock Lee vs. Naruto Uzumaki Couverture : Gaara, Kankurô, Temari, Naruto, Rock LeeListe des chapitres : - 23e arcane : La séparation du trio Ino-Shika-Chô ?! (解散！？ 猪鹿蝶, Kaisan!? Inoshikachō) - 24e arcane : Rock Lee vs. Naruto Uzumaki (ロック・リーＶＳうずまきナルト！！, Rokku Rī vs Uzumaki Naruto!!) - 25e arcane : Mon cher Sasuke (愛しのサスケくん, Itoshi no Sasuke-kun) - 26e arcane : Kankurô le marionnettiste (傀儡師カンクロウ, Kairaishi Kankurō) - 27e arcane : À l'aube des vacances d'été ! (暁の夏休み！！, Akatsuki no natsu yasumi!!) - Arcane spécial : Histoires courtes (短編集, Tanhenshū) - Bonus : |                  |                   |                   |                   |
| 6 | 2 mai 2014       | 978-4-08-880113-1 | 16 juillet 2014   | 978-2-82031-737-7 |
| 7 | 4 août 2014      | 978-4-08-880170-4 | 12 novembre 2014  | 978-2-82031-877-0 |

## Anime

### Fiche technique
- Titre original : NARUTO -ナルト- SD ロック・リーの青春フルパワー忍伝 (Naruto SD: Rokku Rī no Seishun Furu Pawā Ninden)
- Titre français : Naruto SD Rock Lee : Les Péripéties d'un ninja en herbe
- Réalisation : Masahiko Murata
- Scénario : Kento Shimoyama
- Photographie : Kazumi Yokoo
- Sociétés de production : TV Tokyo, Shūeisha
- Studio d'animation : Studio Pierrot
- Character designer : Chiyuki Tanaka
- Coloriste : Noriko Abe
- Musique : Jun Abe, Seiji Muto
- Nombre d'épisodes : 51 (terminé)
- Durée : 12 minutes (par épisode)
- Date de diffusion :
  -  : 3 avril 2012 au 26 mars 2013 sur TV Tokyo

### Doublage
L’anime reprend majoritairement la même distribution vocale que la série principale.
| Personnages         | Personnages         | Voix japonaises    | Voix françaises    |
| ------------------- | ------------------- | ------------------ | ------------------ |
| Rock Lee            | Rock Lee            | Yoichi Masukawa    | Jean-Pierre Denuit |
| Naruto Uzumaki      | Naruto Uzumaki      | Junko Takeuchi     | Carole Baillien    |
| Neji Hyūga          | Neji Hyūga          | Kōichi Tōchika     | Xavier Percy       |
| Tenten              | Tenten              | Yukari Tamura      | Élisabeth Guinand  |
| Gaï Maito           | Gaï Maito           | Masabi Ebara       | Bruno Georis       |
| Sakura Haruno       | Sakura Haruno       | Chie Nakamura      | Maia Baran         |
| Kakashi Hatake      | Kakashi Hatake      | Kazuhiko Inoue     | Jean-Michel Vovk   |
| Saï                 | Saï                 | Satoshi Hino       | Maxime Donnay      |
| Ayame               | Ayame               | Masayo Hosono      | Jennifer Baré      |
| Shikamaru Nara      | Shikamaru Nara      | Shôtaro Morikubo   | Jean-Pierre Denuit |
| Hinata Hyūga        | Hinata Hyūga        | Nana Mizuki        | Élisabeth Guinand  |
| Gaara               | Gaara               | Akira Ishida       | Tony Beck          |
| Orochimaru          | Orochimaru          | Kujira             | Peppino Capotondi  |
| Kabuto Yakushi      | Kabuto Yakushi      | Nobutoshi Canna    | Romain Barbieux    |
| Tsunade             | Tsunade             | Masako Katsuki     | Laurence César     |
| Shizune             | Shizune             | Keiko Nemoto       | Claire Tefnin      |
| Sasuke Uchiwa       | Sasuke Uchiwa       | Noriaki Sugiyama   | Christophe Hespel  |
| Deidara             | Deidara             | Katsuhiko Kawamoto | Valérie Benjilali  |
| Teuchi              | Teuchi              | Eisuke Asakura     | Michel Gervais     |
| Konohamaru Sarutobi | Konohamaru Sarutobi | Akiko Koike        | Stéphane Flamand   |
| Yamato              | Yamato              | Rikiya Koyama      | Laurent Van Wetter |

### Édition japonaise
1. 1 2  Tome 1
2. 1 2  Tome 2
3. 1 2  Tome 3
4. 1 2  Tome 4
5. 1 2  Tome 5
6. 1 2  Tome 6
7. 1 2  Tome 7

### Édition française
1. 1 2  Tome 1
2. 1 2  Tome 2
3. 1 2  Tome 3
4. 1 2  Tome 4
5. 1 2  Tome 5
6. 1 2  Tome 6
7. 1 2  Tome 7